# Железнодорожный состав
Железнодоро́жный соста́в — группа сцепленных между собой вагонов без локомотива.

## Создание

### Проектирование и расчёт
В настоящее время, когда вес (масса) составов исчисляется тысячами, а то и десятками тысяч тонн, можно уже заранее определить их параметры, в том числе для заданного локомотива подобрать оптимальный вес состава, либо наоборот, для состава заданного веса подобрать необходимые локомотивы. Уже на стадии проектирования можно определить длину состава, число вагонов и локомотивов в нём и их распределение, а также режимы ведения поезда по различным участкам пути. Вес поездов является одним из важнейших параметров, так как определяет провозную способность участков, то есть какое количество пассажиров или грузов будет перевезено между станциями за определённое время (чаще всего — одни сутки). Увеличение массы позволяет не только поднять этот параметр, но и снизить себестоимость перевозок. В то же время, излишнее увеличение веса поезда приводит к перегрузке локомотивов и к преждевременному выходу их оборудования из строя.
Определение веса требует достаточно большого количества данных, особенно уклоны пути и параметры локомотивов. К примеру, расчётная масса состава для восьмиосного электровоза ВЛ80 на подъёме в 5 ‰ (0,5 %) составляет около 8 000 тонн, а на подъёме в 10 ‰ (1 %) — 4 100 тонн. При необходимости вес увеличивают за счёт смягчения профиля пути или увеличения числа локомотивов. Но если самые крутые подъёмы пути имеют небольшую длину, то для их прохождения можно использовать кинетическую энергию поезда, что также позволяет повысить вес, хотя при этом расчёты усложняются. Далее, вес состава проверяют по таким условиям, как прочность сцепных устройств (на дорогах СНГ им является автосцепка СА-3) и на возможность трогания с места. После этого, зная примерную долю каждого типа вагонов в составе, определяют число вагонов. Зная длины вагонов и локомотивов, определяется длина всего состава, которая уже проверяется на допускаемую по условиям размещения на приёмных путях станции.

### Формирование
Формирование состава производится на станциях, преимущественно сортировочных, при этом часто расформировывают другие составы. Вагоны можно переставлять из состава в состав с помощью небольших локомотивов, но для большого числа составов это требует значительного времени. Поэтому распространение получил более высокопроизводительный способ — использование сортировочной горки, которая, как понятно из названия, представляет собой горку, на которую надвигают расформируемый состав, после чего предварительно расцепленные вагоны (отцепы) сами скатываются под уклон, при этом дежурный лишь своевременно переводит их на нужный путь, а также с помощью установленных на уклоне специальных замедлителей снижает скорость отцепов до приемлемой. Современные сортировочные горки могут быть автоматизированы, когда процессом распределения вагонов по путям, а также их замедлением до необходимой скорости управляет компьютер. Благодаря этому в час может перерабатываться примерно 7 поездов, то есть на расформировывание одного состава в среднем уходит менее 9 минут.
Стоит учесть, что недостаточно просто собрать группу вагонов и сцепить их вместе. Если впереди поезда будут порожние вагоны, а в хвосте — гружённые, то при торможении из-за неравномерности срабатывания тормозов есть вероятность, что более тяжёлая задняя часть состава налетит на более лёгкую переднюю, в результате чего лёгкие вагоны могут быть выдавлены и, сойдя с рельсов, упадут с пути. Также по вопросам безопасности нельзя ставить в пассажирские поезда грузовые вагоны с опасными грузами, а вагоны со взрывчатыми грузами ставить после вагонов с легковоспламеняющимися грузами. Взрывоопасные вагоны наиболее безопасно размещать в хвосте и отделять от остального состава несколькими вагонами прикрытия (например, порожние грузовые вагоны). В то же время при формировании составов учитывают, что их после будут расформировывать. Поэтому если вагоны направляются до разных станций, то стараются их объединить в группы, чтобы вагоны, направляющиеся на одну станцию, были сцеплены вместе.
С целью выявления неисправностей конструкции вагонов или нарушений при перевозке грузов, что может угрожать движению и даже привести к крушению, подвижной состав осматривается специальными работниками (осмотрщики). После того, как локомотив прицепляется к вагонам, производится проверка работы тормозов на всём поезде, так как если часть тормозов будет неисправна или отключена, то в процессе следования поезд на спуске может выйти из-под контроля. При отсутствии замечаний выдаются документы на поезд и даётся разрешение на следование.